# 泰國LGBT權益
泰國LGBT權益被認為是亞洲LGBT權益最全面的國家之一。同性婚姻已於2024年簽署成為法律，2025年1月23日生效。泰國是東南亞第一個、亞洲第三個、全球第39個國家通過同婚法律。目前約有 8% 的泰國人口（即 500 萬人）被認為屬於 LGBT 族群。
在1990年代，特别是21世纪初，泰国开始改变对LGBT问题的态度和公共政策。2015年，泰国颁布了涵盖性取向和性别认同的全面反歧视法。从2019年起，泰国议会正在讨论一项民事伴侣法案，如果该法案获得通过，将赋予同性伴侣若干婚姻权利，尤其是财产和继承权，但不包括公共福利、税收优惠或领养权。2024年3月27日，泰國眾議院通過同性婚姻法案，泰國參議院在同年6月18日的會議上正式通過。2024年9月24日獲泰王御准，2025年1月23日生效。 
2013年《曼谷郵報》文章说：“泰国被看作是同性伴侣的一个旅游天堂，但实际上对于当地法律和民情来说，这不是那么自由的。”“Anjaree”是泰国争取同性婚姻权利的最突出组织。
2017年，曼谷因其LGBT约会场所、夜生活、开放性和安全性，被评为亚洲第二大同性恋友好城市，仅次于以色列特拉维夫。

## 法律地位
1956年泰国将私人，成人，自愿和非商业的同性性行為行为非刑事化。同意年龄定为15岁。
20世纪90年代特别是21世纪初泰国对同性恋问题开始改变态度和公共政策。2002年，泰国卫生部教育部公开宣称，同性恋不再被视为一种心理疾病或障碍。
2005年，泰国军队解除了禁止LGBT人群在军队服役的禁令。
2007年，泰国政府扩大了性侵犯或强奸受害者的定义，受害者包括女性和男性。政府还禁止婚内强奸，女性或男性在法律上都可以成为受害者。
2009年5月，尽管事先曾有活动，但泰国红十字会还是重申禁止男男性接触人群（MSM）献血。自2015年7月开始，泰国红十字会允许同性恋及双性恋男子献血，没有延迟期限。

## 基于性取向和性别认同的法律保护
2015年3月13日，性别平等法“B.E. 2558”颁布并于2015年9月9日生效。该法案指出对性与性别的歧视，包括对LGBT的歧视是刑事犯罪，这是提到同性恋者的第一部法律。该法律规定，不公平的歧视男性，女性或“拥有异于传统的性别表达的人”，将定为犯罪行为，教育，宗教和公共利益除外。
截至2014年，也有少数官员针对LGBT人群的暴力行为或不公平的歧视报道。例如，在工作场所对跨性别的宽容往往只是对电视喜剧演员和歌舞表演者，这是泰國變性女性的传统工作。这方面的一个显着的例子是芭達亞的城堡剧院。然而，在其他就业领域或在为公众服务的行业（例如，银行，教育，住房，执法，零售）是否存在不平等还没有正式研究。

## 宪法保护
泰国以前的宪法中没有明确涉及性取向和性别认同。2007年修订的宪法确实有全面禁止依据“个人身份”的“不公平”的歧视，并根据“国家安全”和“公众道德”承诺尊重各种公民自由。

## 同性伴侣和家庭的法律认可
艾爾頓·約翰注册民事伴侣的新闻使泰国LGBT群体批评泰国政府对他们缺乏这样法律上的承认。尽管没有正式的法律认可，泰国同性伴侣往往被公众接受，尤其是在更多的城市地区，如曼谷，普吉和芭達亞。
2011年9月，泰国国家人权委员会（政府机构）和性别多样性网络（非政府组织）提出了关于同性婚姻的法律草案，并正在寻求泰国政府对法律的支持。
2012年12月，政府成立了一个委员会，起草立法提供法律认可同性伴侣。
2013年2月8日，权利与自由保护部和法律事务，司法和人权议会委员会举行民事伴侣关系法案的第一次公开听证会。
到2014年，同性婚姻法案有两党的支持，但在国内，由于政治危机已停止。2014年下半年，一个名为民事伴侣关系法的法案草案将提交给军政府任命的泰国国会。它将给同性伴侣一些异性婚姻的权利，但一直被人诟病将最低年龄由17岁上调至20岁和缺乏收养权。
2020年7月8日，泰国内阁通过了一项法案，允许同性伴侣进行婚姻登记，并通过《民商法典》修正案，以确保同性配偶享有与异性夫妻同样的权利。
2024年3月27日，泰国下议院三读通过婚姻平等法案，根據該法案，同性婚姻在泰國將合法化。泰國參議院在同年6月18日的會議上正式通過，9月24日獲泰王御准，2025年1月23日起施行。

## 民調
根據泰國國家發展管理研究所的民調，88.72%的人表示可接受同事是LGBT，10%表示否；79.92%表示不介意家庭成員是LGBT，16.8%表示介意不願接受。59.2%的人表示不反對同性婚法制化，35.4%的人表示不同意。

## 概况
| 同性性行为合法                                       | （自1956年） |
| 同意年龄平等                                         | （自1997年） |
| 反就业歧视法律                                       | （自2015年） |
| 提供商品和服务的反歧视法律                           | （自2015年） |
| 在所有其他领域的反歧视法律（包括间接歧视，仇恨言论） | （自2015年） |
| 同性婚姻                                             | （自2025年） |
| 同性伴侣关系                                         | （自2025年） |
| 同性伴侣收养继子女                                   | （自2025年） |
| 同性伴侣联合收养                                     | （自2025年） |
| 同性恋军人允许公开服役                               | （自2005年） |
| 有权手术改变性别                                     | [ 25 ]       |
| 有权改变法律性别                                     | 否           |
| 女同性恋试管婴儿                                     | [ 26 ]       |
| 男同性恋情侣商业代孕                                 | 否           |
| 男男性接触人群（MSM）允许献血                        | 否           |